# 35-я армия (РККА)
35-я армия (35 А) — оперативное войсковое формирование (армия, объединение) в составе РККА Вооружённых Сил СССР, во время Великой Отечественной войны.

## История
Сформирована в июле 1941 года. Формировалась из состава 18-го стрелкового корпуса и состояла из 35-й стрелковой дивизии, 66-й стрелковой дивизии и 78-й стрелковой дивизии, 109-го укреплённого района, артиллерийских и других частей. Была включена состав Дальневосточного фронта. Обороняла границу СССР в Приморье.
1 мая 1945 года вошла в Приморскую группу войск, преобразованную 5 августа в 1-й Дальневосточный фронт. Состояла из 66-й стрелковой дивизии, 264-й стрелковой дивизии и 363-й стрелковой дивизии, 8-го укреплённого района и 109-го укреплённого района и ряда других соединений. Приняла участие в Харбино-Гиринской операции, перед армией была поставлена задача разгрома частей японской Квантунской армии на левом берегу р. Сунгача и овладения Хутоуским укреплённым районом. С началом операции части армии при содействии Краснознамённой Амурской военной флотилии форсировали реки Уссури и Сунгача, заняли город Хулинь. Передовые отряды 12 августа захватили город Мишань, 13 августа — город Дунань, 16 августа — город Боли, чем отрезали путь отступления японским частям, отступавшим под ударами войск 2-го Дальневосточного фронта на юг, от сил Квантунской армии в районе Муданьцзяна; к исходу 19 августа они вышли в район Линькоу. К этому же времени было окончательно сломлено сопротивление остатков гарнизона Хутоуского УР. Особенно успешно в боях за Хутоуский УР действовали части 264-й стрелковой дивизии и 109-го УР.
В последние дни войны армия участвовала в разоружении капитулировавших японских войск.
С 1 октября 1945 года 35-я армия вошла в состав Приморского военного округа (управление — г. Владивосток) и в течение месяца была расформирована, по причине демобилизации РККА.
За мужество, героизм и высокое воинское мастерство тысячи воинов 35А награждены орденами и медалями. Ряд её соединений и частей удостоен орденов и почётных наименований.

## Командование

### Командующий
- Зайцев, Владимир Александрович (22.07.1941 — 25.06.1945),
- Захватаев, Никанор Дмитриевич (25.06 — 1.10.1945).

### Член военного совета
- Чубунов, Фёдор Борисович (22.07.1941 — 3.09.1945),
- Романенко, Андрей Алексеевич (9.07 — 3.09.1945)

### Начальник штаба
- Гончаров, Афанасий Дмитриевич (19.07 — 24.08.1941),
- Виноградов, Борис Леонидович (24.08 — 22.09.1941),
- Вавилов, Максим Андреевич (22.09.1941 — 14.12.1943),
- Иванов, Семён Акимович (14.12.1943 — 1.10.1945).

#### Командующий артиллерией
- Цикало, Михаил Пантелеевич, генерал-лейтенант артиллерии (август 1945 года).

## В составе
- Дальневосточный фронт
- 1-й Дальневосточный фронт